# Castells de Las Tors
Els castells de Las Tors (en occità Las Tors, en francès Lastours) són quatre castells càtars situats en el terme municipal de Las Tors, departament de l'Aude, a la regió de d'Occitània.
Els quatre castells es troben sobre un contrafort rocós per sobre del poble de Lastors, aïllats per les profundes valls dels rius Orbelh i Gresilhon. Constituïen el forrellat del Cabardès, d'aquí el nom del castell principal: Cabaret. Van ser construïts a 300 metres d'altura en un mateix eix: Cabaret, Surdespine, la Tour Régine i Quertinheux lleugerament per darrere.
El lloc està classificat com Monument historique des de 1905.
Els quatre castells conformen un conjunt comú únic, encara que manquen d'estructures comunes. El context natural del lloc va permetre estalviar les despeses d'una fortalesa de gran grandària. Els plànols es van adaptar a les roques sobre les que s'assenten els castells. La construcció és de vegades heterogènia a causa de la superposició de remodelacions efectuades al llarg del temps sobre el conjunt.

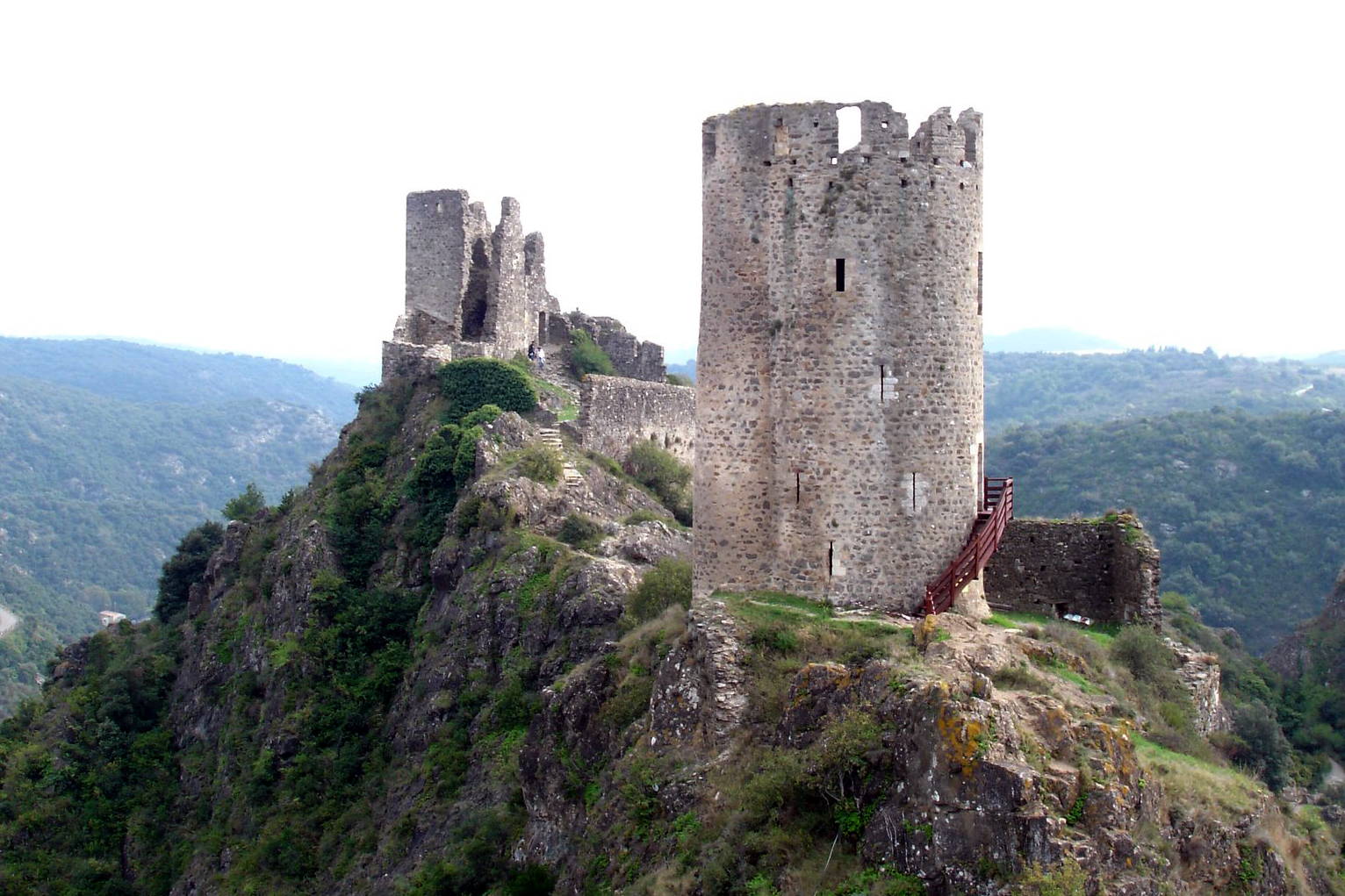
Torre Regina, Flor d'Espina i Quertinhós des del castell de Cabaret

## Història
Durant l'edat mitjana, el lloc pertany al senyoriu de Cabaret, esmentat per primera vegada l'any 1067. Les seves riqueses provenen especialment de l'explotació de mines de ferro. Probablement tan sols tres castells havien estat construïts al segle xi i l'emplaçament evoluciona en el temps en raó de les successives destruccions i reconstruccions. En aquesta època es documenten almenys 22 senyors de Cabaret.
Els castells van viure en primera línia els esdeveniments de la croada contra els albigesos. Efectivament, els senyors de Cabaret van mantenir forts vincles amb els adeptes al catarisme. Els pobles que envolten als castells van acollir nombrosos càtars. En aquesta època, la fortalesa pertanyia a Pere Roger de Cabaret fidel de Ramon Roger Trencavel, al costat del que va combatre durant el setge de Carcassona. El lloc va patir a partir de l'any 1209 els assalts de Simó de Montfort, encara que resisteix amb èxit aquests envits. No obstant això, el croat Bouchard de Marly, llavors senyor del castell de Saissac, és capturat per Pere Roger. Es negocia el seu alliberament contra la rendició de Cabaret l'any 1211.
L'any 1223, els senyors de Cabaret recuperen les seves terres i Cabaret es converteix en seu del bisbat càtar del Carcassès. El senyor Pere Roger va resistir durant diversos anys els atacs de Simó de Montfort, però l'any 1227, els castells són novament assetjats, ara per Humbert de Beaujeu. L'any 1229, Cabaret capitula.
Els pobles i castells són saquejats, i posteriorment reconstruïts per convertir-se en fortaleses reals. Es construeix la Tour Régine per ordre del rei per afirmar la seva supremacia. Els castells es converteixen al centre administratiu i militar de sis comunitats que conformen la castellania del Cabardès. Al segle xvi, els castells són ocupats pels protestants. Són desallotjats pel mariscal de Joyeuse l'any 1591.

## Organització al segle XI
Amb anterioritat a la croada contra els albigesos, els castells únicament són tres, i no se situen sobre el cim. Els pobles emboliquen els nuclis dels castells de la mateixa manera: amb cases, forges i cisternes situades al voltant d'un alta i estreta torre de l'homenatge. Es troben restes d'aquest poble en el vessant oest, disposat en semicercle seguint les corbes de nivell al voltant de la residència senyorial.
Al segle xiii, el rei decideix la destrucció de les tres torres senyorials i dels habitatges amb l'objectiu de suprimir qualsevol possible refugi als càtars. No obstant això, els castells són reconstruïts, ara sobre les crestes, per fer-los menys accessibles al tir de l'artilleria i els arquers enemics.

## El catarisme a Cabaret
Els castells de Lastours són un important pol d'activitat religiosa càtara durant el segle xiii. El poble que hi ha als seus peus rebrà nombroses cases de perfectes i nombrosos bisbes càtars resideixen a Cabaret: Arnaud Hot, Pierre Isarn i Guiraud Abith. L'any 1229, la fortalesa és el mascaró de proa de la resistència càtara a les terres del Llenguadoc. Aquesta època és denominada Guerra de Cabaret.

## Descripció actual
Els quatre castells se situen a la part alta de la cresta en un eix nord-sud: Cabaret, Torre Regina, Flor d'espina i Quertinhós. Controlen les principals vies d'accés al Cabardès i la Muntanya negra.

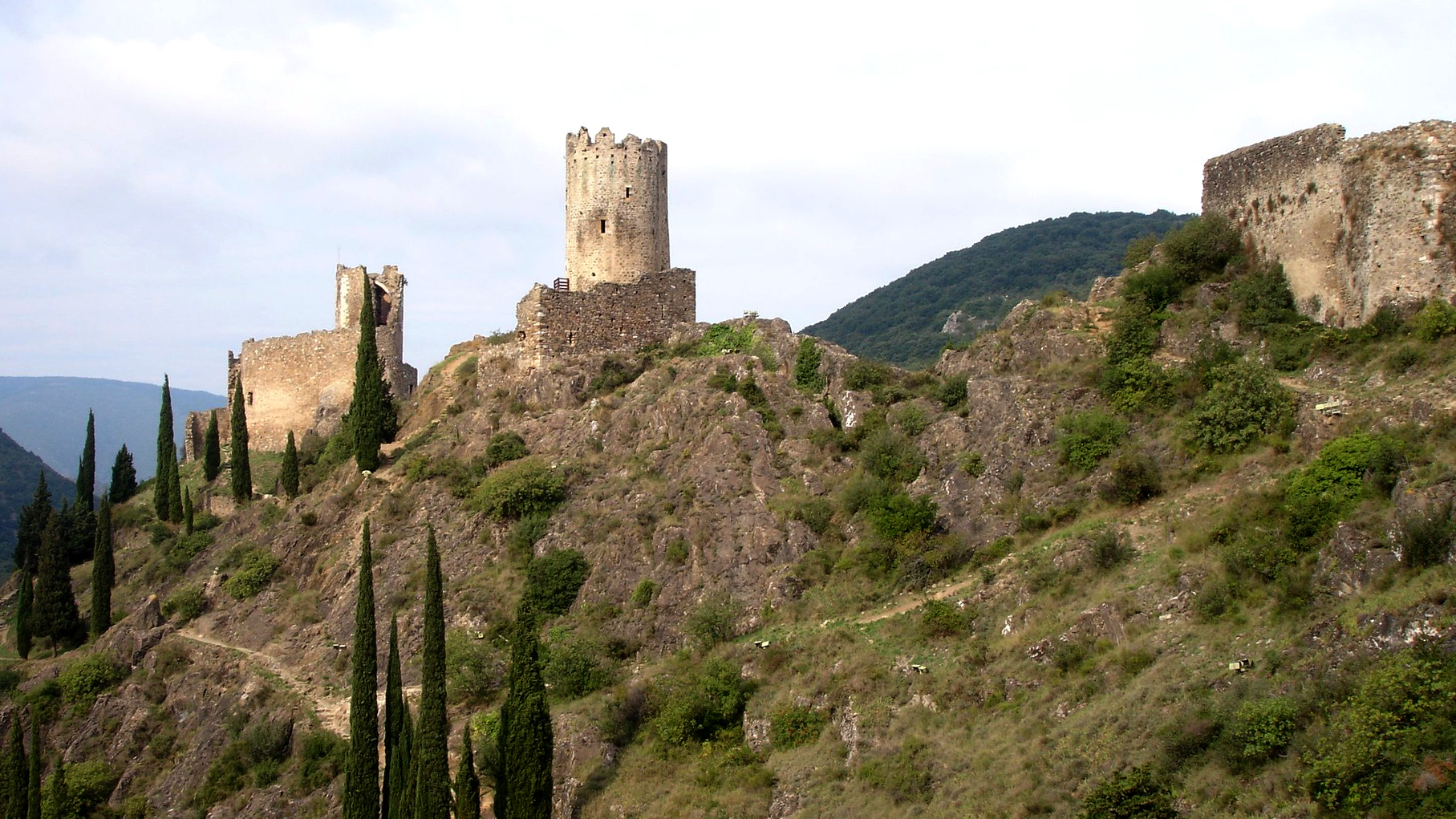
Cabaret, Torre Regina i Flor d'espina.

### Cabaret
El castell de Cabaret és la ciutadella principal amb un sistema defensiu del gènere de les barbacanes. Està format per una torre al nord, una torrassa al sud i un cos de residència al centre. En conjunt està emmurallat amb un camí de ronda construït sobre arcades cegues en arcs ogivals. El conjunt està construït amb aparell irregular i pedra llaurada per a angles i obertures.

### Torre Regina
La Torre Regina és la fortalesa més recent i la de menor grandària de tot el conjunt. Està formada per una torre envoltada per un conjunt emmurallat o mur cortina, les muralles de la qual s'han esfondrat. Sota terra, la torre conté la major cisterna dels quatre castells. Aquesta torre posseeix tres pisos als quals s'accedeix per una escala. La pedra utilitzada, pedra calcària blanca, és idèntica a la de Cabaret.

### Flor d'espina
És dels quatre castells el que compta amb un pitjor estat de conservació. Està constituït per una torre quadrada, una zona d'habitacions i una cisterna. Un mur cortina de planta rectangular protegeix el conjunt. Es caracteritza per la raresa de les seves sageteres i per les seves quatre finestres.

### Quertinhós
El castell de Quertinhós és el que està situat més al sud de la cresta sobre un espoló rocós aïllat. Està constituït per una torre circular i un mur cortina poligonal. Un sortint en xicana protegeix l'entrada al castell. El castell cau a plom sobre les restes d'una església romànica destruïda.

## Galeria de fotos

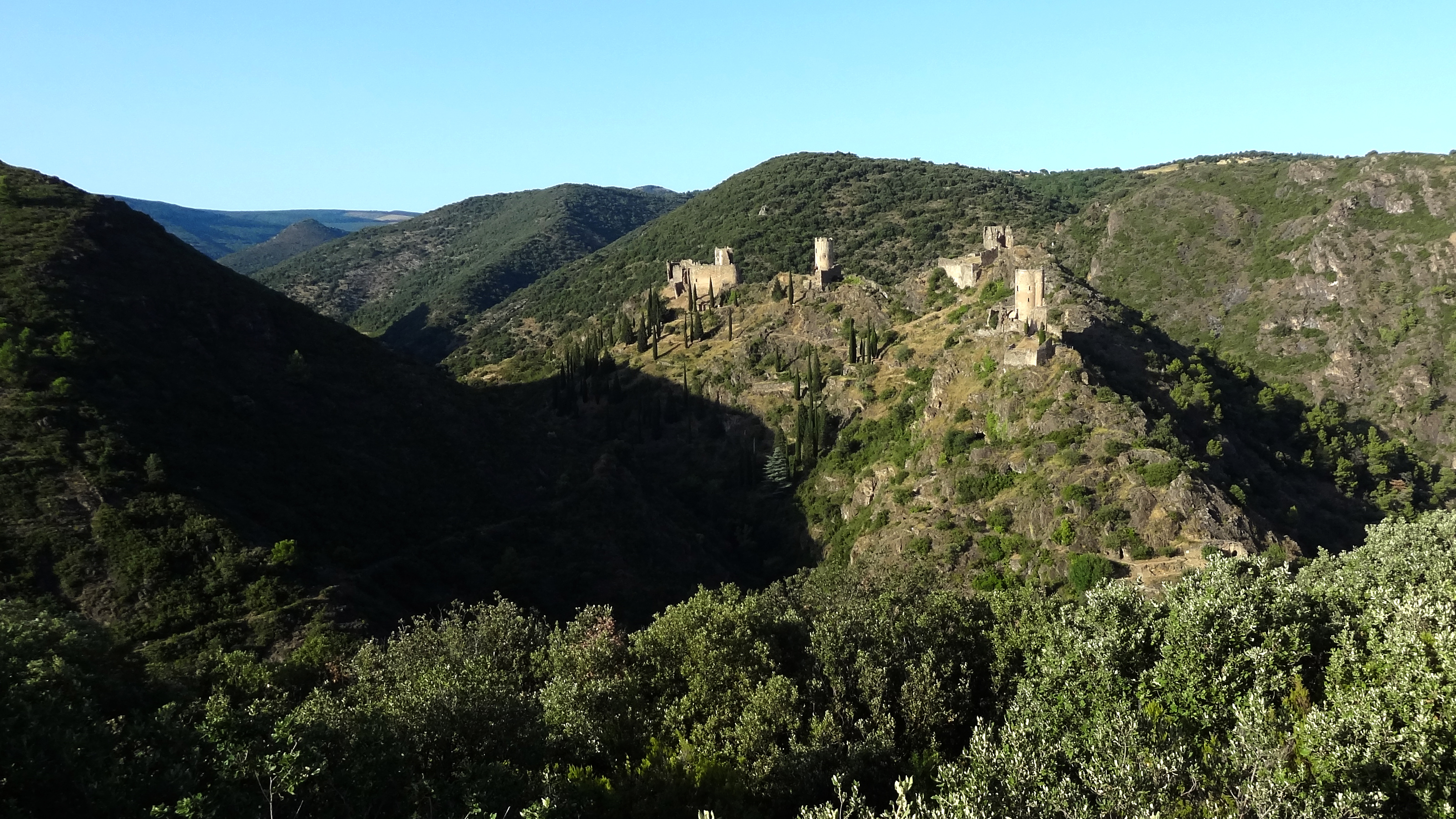
Vista general
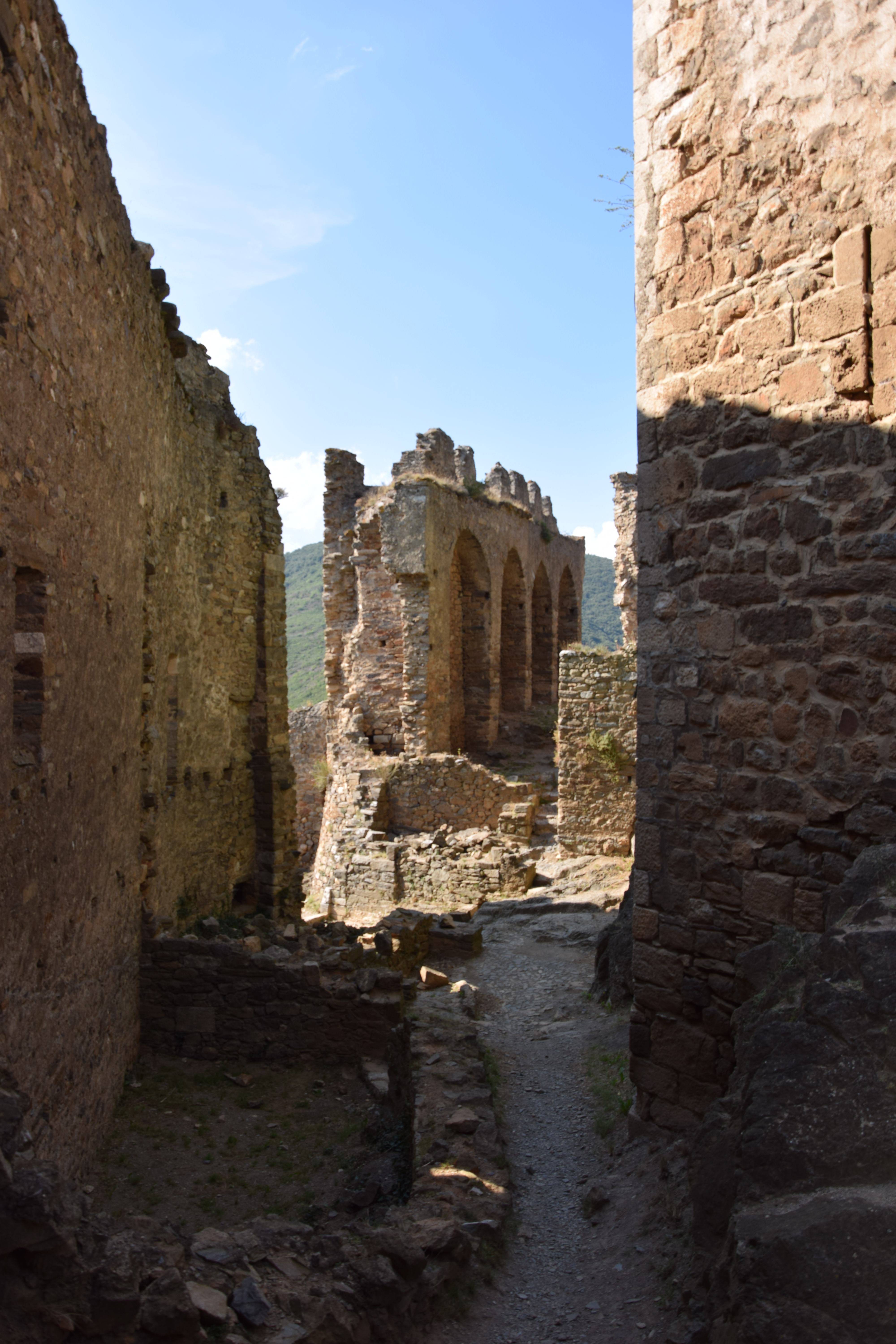
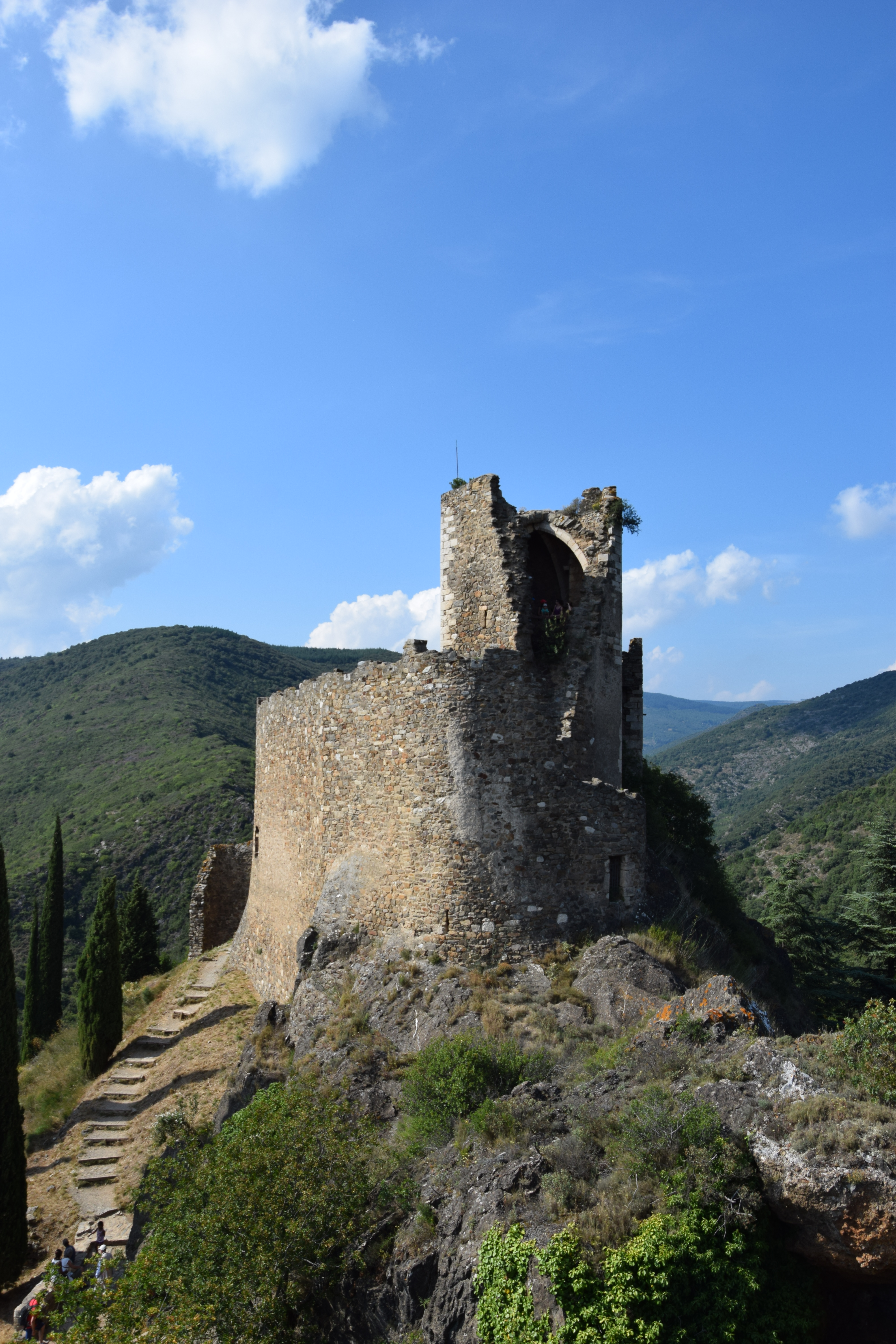
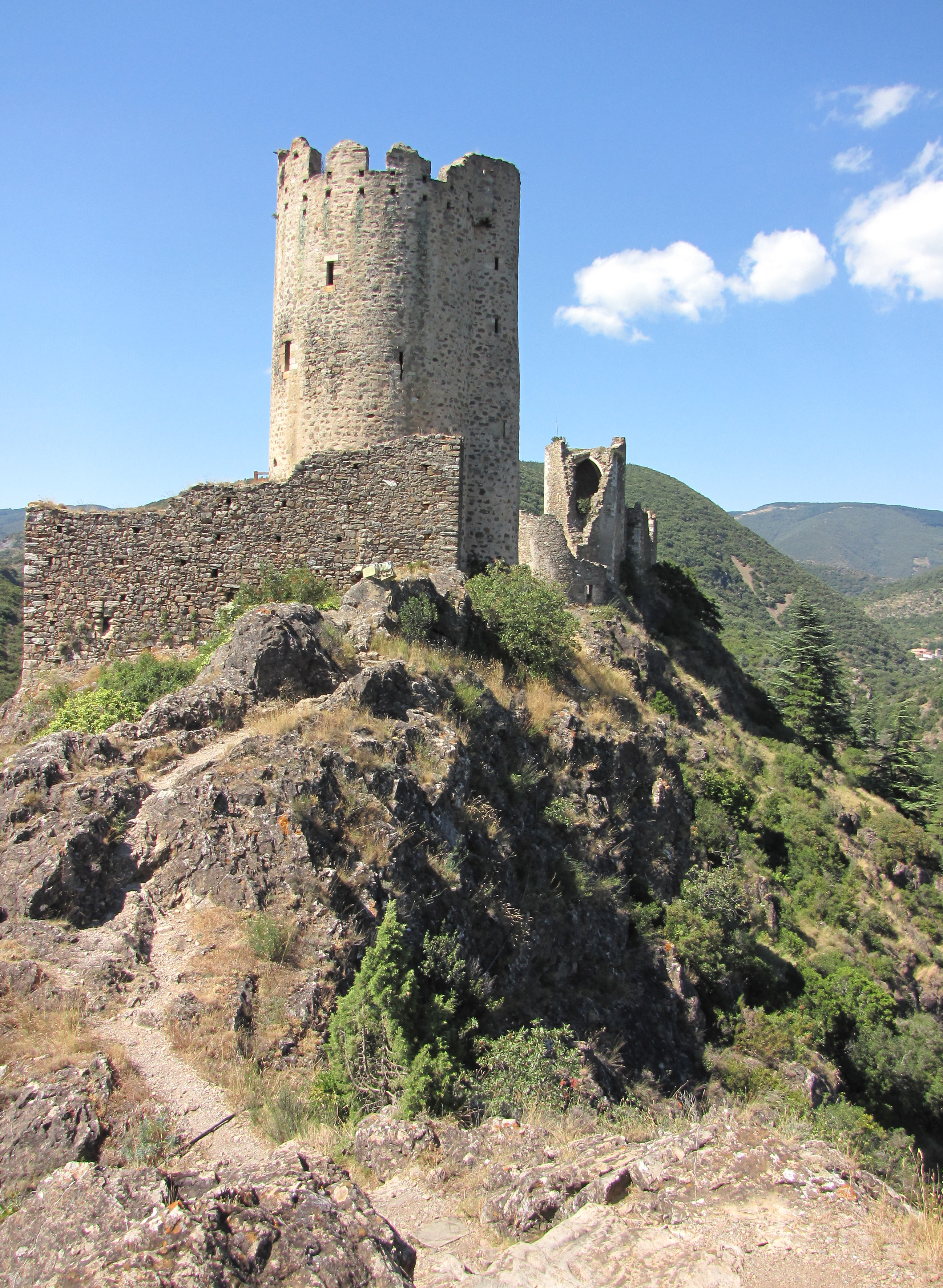

| Las Tors Ciutadella de Carcassona Puillorenç Montsegur Puivert Arcas Tèrme Vilaroja- Termenès Perapertusa Querbús Aguilar Tolosa Carcassona Foix Minerve Narbona cap a Montpeller cap a Perpinyà Mediterrània |